# Vittorio Magni
Vittorio Magni (Italia, 1 de junio de 2006) es un futbolista italiano que juega como defensa en el Milan Futuro de la Serie C.

## Estadísticas

### Clubes
Actualizado al último partido disputado el 13 de abril de 2024.
| Club                  | Div.          | Temporada     | Liga  | Liga  | Copas nacionales | Copas nacionales | Copas internacionales | Copas internacionales | Total | Total |
| Club                  | Div.          | Temporada     | Part. | Goles | Part.            | Goles            | Part.                 | Goles                 | Part. | Goles |
| --------------------- | ------------- | ------------- | ----- | ----- | ---------------- | ---------------- | --------------------- | --------------------- | ----- | ----- |
| Milan Futuro · Italia | 3.ª           | 2024-25       | 16    | 0     | 1                | 0                | 0                     | 0                     | 17    | 0     |
| Milan Futuro · Italia | Total club    | Total club    | 16    | 0     | 1                | 0                | 0                     | 0                     | 17    | 0     |
| Total carrera         | Total carrera | Total carrera | 16    | 0     | 1                | 0                | 0                     | 0                     | 17    | 0     |